# Повзе змія
«Повзе змія» (рос. Ползет змея) — телевізійний фільм 2009 року.

## Зміст
Історія серійного вбивці. Після довгого розслідування Богдан Баглай нарешті потрапляє до рук правосуддя. Під час судового процесу він знайомиться з молодою журналісткою й отримує пропозицію розповісти свою історію у новій програмі. Та керівництво каналу випускає альтернативну передачу, у якій Богдан виглядає справжнім чудовиськом, що природно не особливо порадувало Олену і Богдана.
Фільм є екранізацією роману "Повзе змія" Андрія Кокотюха.